# エディット・ピヒト＝アクセンフェルト
エディット・ピヒト＝アクセンフェルト（ドイツ語: Edith Picht-Axenfeld、1914年1月1日 フライブルク – 2001年4月19日 ヒンターツァルテン）は、ドイツのチェンバロ奏者・ピアニスト。特にヨハン・ゼバスティアン・バッハの演奏が知られていた。

## 経歴
バーデン大公国フライブルク市で、フライブルク大学教授の眼科医の権威、テオドール・アクセンフェルトの子として生まれた。5歳でピアノを始め、音楽学校を卒業後、ピアノをルドルフ・ゼルキンに、オルガンをヴォルフガング・アウラー、アルベルト・シュヴァイツァーに師事した。
1935年、ベルリンでデビュー。1937年に第3回ショパン国際ピアノコンクールで第6位特別賞（ショパン賞）を受賞。1947年から1980年まで、フライブルク音楽大学で、教授を務めた（ピアノと初期鍵盤音楽を担当）。その後欧米各国やアジアで広い演奏活動を展開。日本にもたびたび来日し、草津国際音楽アカデミー&フェスティバルには毎年参加したほか、東久留米市の聖グレゴリオの家などで演奏会も開いた。
2001年、フライブルク近郊の自宅で心不全のため、87歳で死去した。

## 功績
- フライブルク音楽大学では多くの後進を育て、日本人では井上直幸らがいる。

## 親族
- 父：テオドール・アクセンフェルトは眼科医。フライブルク大学教授。
- 夫：ゲオルク・ピヒトは哲学者。
- 子：ロベルト・ピヒトは社会学研究者。欧州大学副学長を務めた(2004～2007年)。
- ロベルト・ピヒトを含めて7人の子供がいる。

## 録音・演奏
- 古くはドイツ・グラモフォン、晩年では日本のレーベルであるカメラータ・トウキョウに多数の録音を残している。
- ヘルベルト・フォン・カラヤン指揮による、最初のブランデンブルク協奏曲全曲集で全曲チェンバロを担当したことはあまり知られていない。
- チェンバロは、フレンチ・ニコラとフランソワ・ブランシェによる1730年頃制作の楽器の、ウィリアム・ダウドによる復元品を使っていた。